# Batrachuperus yenyuanensis
Espèce
Statut de conservation UICN

 EN  : En danger
Batrachuperus yenyuanensis est une espèce d'urodèles de la famille des Hynobiidae.

## Répartition
Cette espèce est endémique du Sichuan en Chine. Elle se rencontre de 2 900 à 4 400 m d'altitude dans les xians de Yanyuan, de Mianning, de Yuexi et à Xichang dans la préfecture de Liangshan.

## Étymologie
Son nom d'espèce, composé de yenyuan et du suffixe latin -ensis, « qui vit dans, qui habite », lui a été donné en référence au lieu de sa découverte, le xian de Yanyuan.

## Publication originale
- Liu, 1950 : Amphibians of western China. Fieldiana, Zoology Memoires, vol. 2, p. 1-400 (texte intégral).